# Donald Carcieri
Donald Carcieri (16 de dezembro de 1942) é um político americano, governador do estado de Rhode Island de 2003 a 2011. Carcieri foi executivo de uma empresa de manufaturas, bancário e professor.

## Biografia
Carcieri nasceu e cresceu em East Greenwich, Rhode Island, é filho de Marguerite E. e Nicola J. Carcieri, um treinador de futebol e de basquete na East Greenwich High School. Seu pai era italo-americano e sua mãe sueco-americana. Carcieri jogou basquete, beisebol, futebol enquanto na escola, e recebeu uma bolsa de estudos. Ele se formou na Brown University com uma licenciatura em Relações Internacionais. Carcieri começou sua carreira como professor de matemática do ensino médio, trabalhando em Newport, Rhode Island e Concord, Massachusetts. Ele mais tarde se tornou um banqueiro e empresário, trabalhando nesse posto até se tornar vice-presidente executivo do Old Stone Bank.
Em 1981, Carcieri e sua família se mudaram para Kingston, Jamaica, onde trabalhou para a Catholic Relief Services. Dois anos depois, ele voltou para Rhode Island e se tornou um executivo do Grupo Cookson. Tornou-se diretor executivo do Cookson e CEO da Cookson America. A pedido de Carcieri, Cookson estabeleceram sua sede nos EUA, em um edifício não utilizado no centro de Providence. Ele tem 4 filhos e 14 netos.

## Governador
Em 2002, Carcieri ganhou a primária republicana a derrotou a democrata Myrth York. Carcieri teve 55% dos votos, contra 45% de York.

### Histórico Eleitoral
| Eleição para governador de Rhode Island de 2002 | Eleição para governador de Rhode Island de 2002 | Eleição para governador de Rhode Island de 2002 | Eleição para governador de Rhode Island de 2002 | Eleição para governador de Rhode Island de 2002 | Eleição para governador de Rhode Island de 2002 | Eleição para governador de Rhode Island de 2002 |
| Partido                                         | Partido                                         | Candidato                                       | Candidato                                       | Votos                                           | %                                               | ±%                                              |
| ----------------------------------------------- | ----------------------------------------------- | ----------------------------------------------- | ----------------------------------------------- | ----------------------------------------------- | ----------------------------------------------- | ----------------------------------------------- |
|                                                 | Partido Republicano                             |                                                 | Donald Carcieri                                 | 181.827                                         | 54,8                                            |                                                 |
|                                                 | Partido Democrata                               |                                                 | Myrth York                                      | 150.229                                         | 45,2                                            |                                                 |

| Eleição para governador de Rhode Island de 2006 | Eleição para governador de Rhode Island de 2006 | Eleição para governador de Rhode Island de 2006 | Eleição para governador de Rhode Island de 2006 | Eleição para governador de Rhode Island de 2006 | Eleição para governador de Rhode Island de 2006 | Eleição para governador de Rhode Island de 2006 |
| Partido                                         | Partido                                         | Candidato                                       | Candidato                                       | Votos                                           | %                                               | ±%                                              |
| ----------------------------------------------- | ----------------------------------------------- | ----------------------------------------------- | ----------------------------------------------- | ----------------------------------------------- | ----------------------------------------------- | ----------------------------------------------- |
|                                                 | Partido Republicano                             |                                                 | Donald Carcieri                                 | 197.306                                         | 51,01                                           | -3,79                                           |
|                                                 | Partido Democrata                               |                                                 | Charles Fogarty                                 | 189.503                                         | 48,99                                           |                                                 |